# یاسین علی خیل
یاسین علی خیل (زادهٔ ۱۹ آوریل ۱۹۹۱) بازیکن فوتبال اهل افغانستان است.
از باشگاه‌هایی که در آن بازی کرده‌است می‌توان به باشگاه فوتبال اف‌اس‌وی فرانکفورت اشاره کرد.
وی همچنین در تیم ملی فوتبال افغانستان بازی کرده‌است.